# Pee sofiet
De pee sofiet is een variant van de Hebreeuwse letter pee die wordt gebruikt als de pee aan het eind van een woord staat. De letter wordt uitgesproken als de letter p of f.
De letters van het Hebreeuws alfabet worden ook gebruikt als cijfers. De pee sofiet is de Hebreeuwse achthonderd.
א · ב · ג · ד · ה · ו · ז · ח · ט · י · כ · (ך) · ל · מ · (ם) · נ · (ן) · ס · ע · פ · (ף) · צ · (ץ) · ק · ר · ש · ת 

alef · beet · gimel · dalet · hee · waw · zajien · chet · tet · jod · kaf · -sofiet · lamed · mem · -sofiet · noen · -sofiet · samech · ajien · pee · -sofiet · tsaddie · -sofiet · koef · reesj · sjien · tav